# Вја Крезоле (Виченца)
Вја Крезоле је насеље у Италији у округу Виченца, региону Венето.
Према процени из 2011. у насељу је живело 21 становника. Насеље се налази на надморској висини од 41 м.